# Хатирогата
Хатирогата (яп. 八郎潟町 Хатиро:гата-мати) — посёлок в Японии, находящийся в уезде Минамиакита префектуры Акита. Площадь посёлка составляет 17,00 км², население — 6186 человек (1 августа 2014), плотность населения — 363,88 чел./км².

## Географическое положение
Посёлок расположен на острове Хонсю в префектуре Акита региона Тохоку. С ним граничат посёлки Годзёме, Митане и село Огата.
Расположенное в муниципалитете одноимённое озеро является низшей точкой Японии.

## Население
Население посёлка составляет 6186 человек (1 августа 2014), а плотность — 363,88 чел./км². Изменение численности населения с 1980 по 2005 годы:
| 1980 | 8228 чел. |  |
| 1985 | 8239 чел. |  |
| 1990 | 8152 чел. |  |
| 1995 | 7768 чел. |  |
| 2000 | 7533 чел. |  |
| 2005 | 7093 чел. |  |

## Символика
Деревом посёлка считается Zelkova serrata, цветком — Rhododendron indicum.